# Хылдан, Кристиан
Кристиан Николин Хылдан (рум. Cristian Nicolin Hîldan, родился 22 сентября 1973 года в Бухаресте) — румынский регбист, выступавший на позиции винга; регбийный тренер.

## Биография
На протяжении своей карьеры выступал за бухарестское «Динамо». За сборную Румынии сыграл всего 4 матча, числился в заявке на чемпионат мира 1999 года (ни одного матча не провёл). В 2015 году возглавил свой бывший клуб.
Является старшим братом футболиста Кэтэлина Хылдана (1976—2000), а также занимает пост президента движения «Только Динамо Бухарест», занимающегося поддержкой всех спортивных секций бухарестского «Динамо» (в том числе регбийной и футбольной), и группы болельщиков «Peluza Cătălin Hîldan».